# Deutsche Marine

Geus van de Deutsche Marine

De Deutsche Marine is de marine van Duitsland. De Deutsche Marine ontstond toen bij de hereniging van de beide Duitslanden in 1990 de Volksmarine van de DDR werd opgeheven en een deel van de vloot en het personeel in de Bundesmarine van de Bondsrepubliek werd opgenomen. Officieel is de naam van de Deutsche Marine kortweg Marine; de naam Deutsche Marine wordt sinds 1995 gebruikt in plaats van het eveneens inofficiële Bundesmarine. De Deutsche Marine is het kleinste wapen van de Bundeswehr, de Duitse strijdkrachten.
Eerdere voorlopers waren:
- Rijksvloot (1848 — 1853)
- Marine van de Noord-Duitse Bond (1866 — 1871)
- Kaiserliche Marine (1871 — 1918)
- Voorlopige Reichsmarine en Reichsmarine (1919 — 1935)
- Kriegsmarine (1935 — 1945)

## Huidige sterkte van de Deutsche Marine
- 3 fregatten Sachsenklasse[1]
- 4 fregatten Brandenburgklasse[2]
- 4 fregatten Baden-Württembergklasse[3]
- 5 korvetten Braunschweigklasse[4]
- 6 onderzeeboten Type-212[5]
- 2 mijnenvegers Ensdorfklasse
- 10 mijnenjagers Frankenthalklasse[6]
- 3 olietankers Berlinklasse[7]
- 2 olietankers Rhönklasse[8]
- 6 ondersteuningsschepen Elbeklasse[9]
- 8 sleepboten Nordstrandklasse,[10] Rügen, Borkum[11]
- 3 elektronische verkenningsschepen Osteklasse[12]
- 2 Boten meten Kalkgrundklasse[13][14]
- 2 onderzoeksschepen Schwedeneckklasse
- 1 onderzoeksschip Planet[15]
- 1 opleidingszeilschip Gorch Fock[16]

## Marineflieger

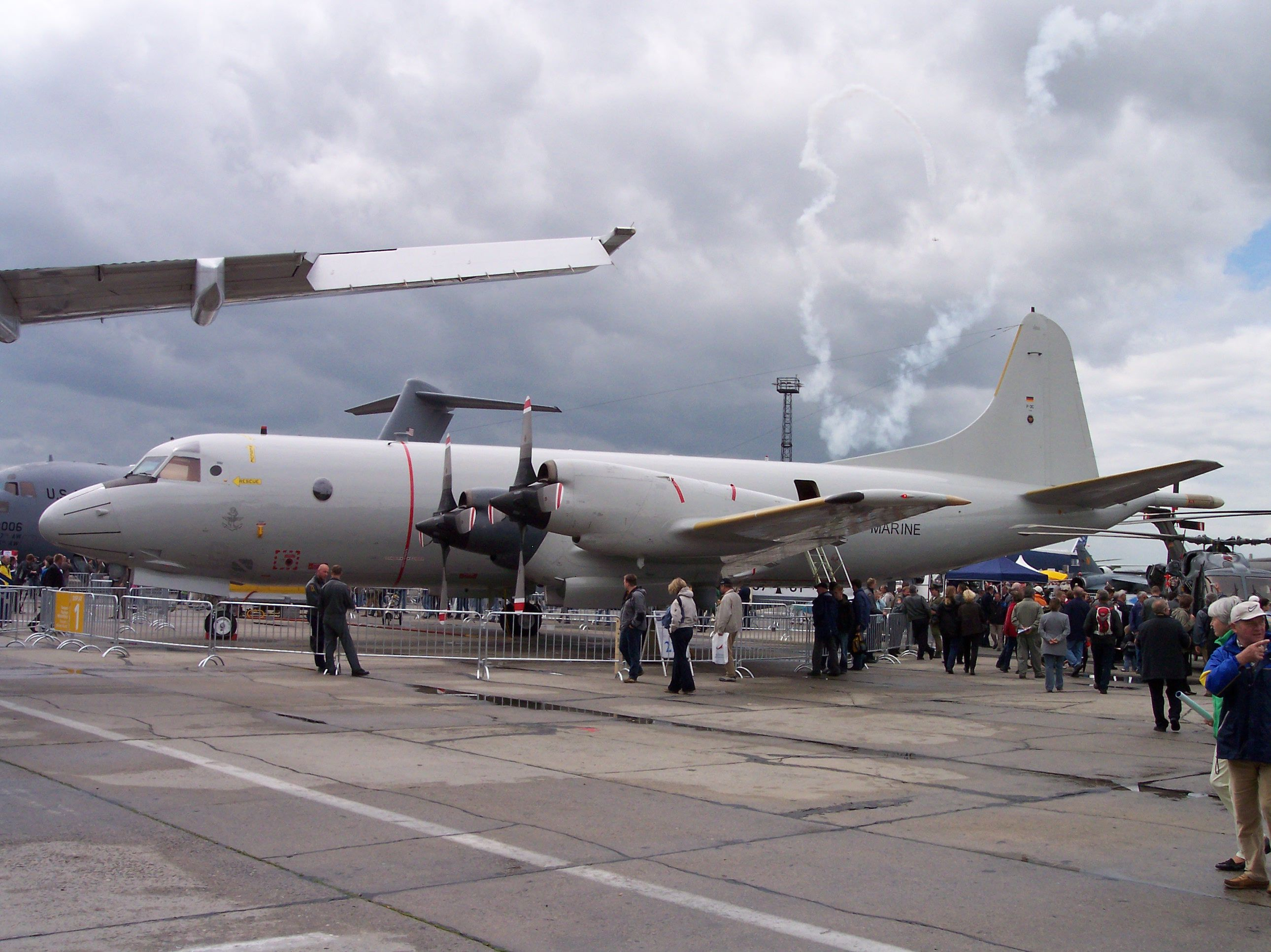
Een P-3C Orion maritiem verkenningsvliegtuig van de Duitse marine

Marinefliegerkommando is de luchtvaartarm van de Duitse marine. Alle luchtvaartuigen van de Marineflieger zijn gelegerd in Nordholz aan de kust van de Noordzee in de deelstaat Nedersaksen. Ongeveer 2.500 personen werken bij dit onderdeel van de Duitse marine.
| Vliegtuig          | Variant     | Rol                              | Oorsprong                            | Aantal      | Opmerking   |
| Vliegtuigen        | Vliegtuigen | Vliegtuigen                      | Vliegtuigen                          | Vliegtuigen | Vliegtuigen |
| ------------------ | ----------- | -------------------------------- | ------------------------------------ | ----------- | ----------- |
| Lockheed P-3 Orion | P-3C        | Maritieme verkenning             | Verenigde Staten                     | 2           |             |
| Dornier Do 228     | 228ML       | Vervuilingsbestrijding           | Duitsland                            | 2           |             |
| Helikopters        |             |                                  |                                      |             |             |
| Westland Lynx      | Lynx 88A    | gevechtshelikopter/SAR/transport | Verenigd Koninkrijk                  | 22          |             |
| NH90               | Sea Lion    | SAR/transport                    | Frankrijk Duitsland Italië Nederland | 18          |             |
| NH90               | Sea Tiger   | Onderzeeërbestrijding            | Frankrijk Duitsland Italië Nederland | -           | 31 besteld  |

Op 28 september 2021 bevestigde de defensieafdeling van Boeing dat de Duitse marine het P-8A Poseidon had geselecteerd als vervanging voor de verouderde P-3C Orion in de rol van maritiem verkenningsvliegtuig. Deze vliegtuigen zullen vanaf 2025 geleverd worden aan marineluchtvaarteskader 3"Graf Zeppelin",
Een aantal historische vliegtuigen van de Duitse marineflieger zijn:
- Panavia Tornado
- Lockheed F-104 Starfighter
- Hawker Seahawk
- Breguet Atlantic